# براکین کاراوریا-هنری
براکین کاراوریا-هنری (انگلیسی: Brackin Karauria-Henry؛ زادهٔ ۳۱ ژوئیهٔ ۱۹۸۸) بازیکن راگبی ۷ نفره نیوزیلندی‌تبار اهل ژاپن است.